# Alejo Flah
Alejo Flah es un guionista de cine y televisión argentino.
Entre sus trabajos se encuentra la serie de televisión Vientos de agua, dirigida por Juan José Campanella.

## Filmografía
- Rerum Novarum, largometraje documental del año 2001.
- Vientos de agua, miniserie de televisión del año 2005.
- El amor y otras historias, película de 2014.
- Taxi a Gibraltar, película del 2019.

- Datos: Q5399848
- Multimedia: Alejo Flah / Q5399848